# Właściwość (prawo)
Właściwość – w prawie formalnym fakt posiadania kompetencji przez organ władzy publicznej do rozstrzygnięcia powstałej przed nim sprawy. Właściwość organu regulują najczęściej osobne przepisy prawne normujące ogół instytucji procesowych. Sam fakt określania przez prawo właściwości organów urzeczywistnia zakaz prowadzenia postępowania w tej samej sprawie przez inne organy oraz ułatwia unikanie sporów o właściwość.
Organy powołane do rozstrzygania danego rodzaju spraw określa prawo ustrojowe i nie należy tego mylić z właściwością tych organów, w rozumieniu prawnym. Przykładowo, sprawy cywilne i karne rozstrzygają sądy powszechne, a sprawy administracyjne – odpowiednie organy administracji samorządowej i rządowej. Natomiast właściwość organu, regulowana przez prawo procesowe (formalne), dotyczy konkretnej sprawy przed określonym organem.
Przepisy prawne rzadko pozwalają na dowolność w wyborze właściwego organu. Przykładem braku właściwości miejscowej w polskim prawie o aktach stanu cywilnego jest możliwość wyboru urzędu stanu cywilnego, przed którym kobieta i mężczyzna zawierają małżeństwo.

## Rodzaje właściwości
W przepisach regulujących właściwość różnych organów zawsze i wprost nazywane są dwa rodzaje właściwości: właściwość rzeczowa oraz miejscowa. W doktrynie prawa zwykło się również wyróżniać właściwość funkcjonalną.
Właściwość rzeczowa rozgranicza sprawy i czynności organów różnych rzędów. Dotyczy więc tylko takich systemów prawnych, w których dla określonych spraw powołano więcej niż jeden organ. Przykładowo, drobniejsze sprawy cywilne i karne rozstrzygane są w Polsce przez sądy rejonowe, a ważniejsze – przez sądy okręgowe.
Właściwość miejscowa określa podział spraw i czynności pomiędzy organami równego rzędu, a więc niejako zasięg terytorialny ich kompetencji. Terytorialną strukturę organów rozstrzygających danego rodzaju sprawy regulują wspomniane już przepisy o ustroju tych organów. Przykładowo, znaczna ilość spraw toczy się w organie właściwym dla miejsca zamieszkania lub siedziby strony (wnoszącej podanie bądź pozwanego).
Właściwość funkcjonalna to wskazanie kompetencji do czynności procesowych organów różnych instancji, a więc wszędzie tam, gdzie prawo umożliwia wnoszenie środków zaskarżenia.
Uwaga: nie należy mylić właściwości rzeczowej z funkcjonalną.
Przyjmując kryterium głównego źródła, właściwość sądów można podzielić na:
1. właściwość ustawową, której źródłem jest ustawa
2. właściwość umowną, której źródłem jest umowa stron w granicach dopuszczanych przez prawo procesowe, dopuszcza się porozumienie stron w postaci umowy prorogacyjnej zawartej w formie pisemnej i wyraźnie zaakceptowanej przez drugą stronę
3. właściwość delegacyjną, której podstawą jest delegacja sądów, czyli przydzielenie spawy do rozpoznania sądowi niższej instancji przez sąd wyższej instancji.

Do właściwości ustawowej zalicza się:
1. właściwość funkcjonalną (inaczej: funkcyjną) – polegającą na podziale funkcji lub czynności procesowych pomiędzy sądami równorzędnymi albo sądami różnych instancji
2. właściwość miejscową – polegającą na podziale spraw i czynności procesowych pomiędzy sądy równorzędne ze względu na ich terytorialny zakres
3. właściwość rzeczową – polegającą na podziale spraw pomiędzy sądy różnego rodzaju rozpoznające sprawy w I instancji.

## Właściwość organu administracji publicznej wpostępowaniu administracyjnym
Przepisy prawa używają określenia „właściwość”, choć prawidłowym jest też określenie „kompetencja”.
Właściwości owe zawarte są w prawie materialnym i wyróżniamy takowe trzy: miejscową, rzeczową i funkcjonalną.
Właściwość miejscowa określa, jaki organ jest kompetentny do rozstrzygnięcia sprawy. Ustala się jego terytorialny zasięg działania (np. zakresem terytorialnym rady powiatu jest obszar powiatu).
Właściwość rzeczowa wskazuje kategorię spraw przekazanych danym organom (np. uprawnienia do wydania paszportu posiada wojewoda, dowodu osobistego wójt itd.).
Właściwość funkcjonalna (instancyjna) określa organ właściwy instancyjnie do rozstrzygnięcia danej sprawy (np. zakaz organizowania zgromadzeń publicznych wydaje organ I instancji, czyli wójt, organem jest wtedy wojewoda jako organ II instancji).
Organy administracji publicznej nie mogą przekroczyć swoich kompetencji, zrzec się ich bądź ograniczyć. Mogą natomiast wyjątkowo działać w zakresie kompetencji innego organu. Następuje wtedy tak zwane delegowanie kompetencji. Przeniesienie kompetencji wymaga podstawy ustawowej, jest to wyjątek od zasady nieprzenoszalności kompetencji.

## Właściwość sądu wpostępowaniu cywilnym
Właściwość rzeczową w sprawach cywilnych regulują głównie art. 16-26 kodeksu postępowania cywilnego dla postępowania procesowego oraz art. 507 dla postępowania nieprocesowego. Co do zasady, wszystkie sprawy rozpoznają sądy rejonowe, z wyjątkiem spraw zastrzeżonych do właściwości sądów okręgowych. Do tych drugich należą, między innymi, sprawy:
- o prawa majątkowe powyżej 100 000 zł wartości przedmiotu sporu (z wyjątkami)
- o prawa niemajątkowe i łącznie z nimi dochodzone prawa majątkowe (z wyjątkami)
- o roszczenia wynikające z prawa prasowego
- o wydanie orzeczenia zastępującego uchwałę o podziale spółdzielni
- o uchylenie, stwierdzenie nieważności albo o ustalenie istnienia lub nieistnienia uchwał organów osób prawnych lub jednostek organizacyjnych niebędących osobami prawnymi, którym ustawa przyznaje zdolność prawną
- o odszkodowanie z tytułu szkody wyrządzonej przez wydanie prawomocnego orzeczenia niezgodnego z prawem
- własności intelektualnej rozpoznawane w postępowaniu odrębnym (dotyczy to także zapobiegania i zwalczania nieuczciwej konkurencji, ochrony dóbr osobistych w zakresie, w jakim dotyczy ona wykorzystania dobra osobistego w celu indywidualizacji, reklamy lub promocji przedsiębiorcy, towarów lub usług, jak również ochrony dóbr osobistych w związku z działalnością naukową lub wynalazczą)
- o ubezwłasnowolnienie
- inne.

Właściwość miejscową określają przepisy art. 27-46 (proces) oraz 508 (nieproces) KPC. Przepisy te wyróżniają właściwość ogólną, przemienną i wyłączną. Co do zasady, powództwo wytacza się w sądzie, w którego okręgu znajduje się miejsce zamieszkania bądź siedziba pozwanego, aczkolwiek w pewnych sprawach możliwy jest wybór właściwości sądu (przemienność) według adresu powoda (np. o ustalenie pochodzenia dziecka). Natomiast niektóre powództwa można wytaczać wyłącznie przed określony sąd, np. sąd miejsca położenia nieruchomości, gdy spór dotyczy prawa rzeczowego na niej, albo sąd ostatniego miejsca zwykłego pobytu spadkodawcy.
Właściwość funkcjonalna sądu rejonowego obejmuje między innymi:
- rozpoznawanie w pierwszej instancji spraw w granicach właściwości miejscowej i rzeczowej
- przyjmowanie i kontrola formalna środków zaskarżenia od własnych orzeczeń
- w niektórych wypadkach rozpoznawanie zażaleń na własne postanowienia
- udzielanie pomocy sądowej
- zabezpieczenie dowodów mimo braku właściwości do rozpoznania sprawy
- przeprowadzenie postępowania pojednawczego
- wyznaczanie arbitrów i superarbitrów sądów polubownych, jeśli nie zostali wyznaczeni zapisem na sąd polubowny.

Właściwość funkcjonalna sądu okręgowego obejmuje między innymi:
- rozpoznawanie w pierwszej instancji spraw w granicach właściwości miejscowej i rzeczowej oraz spraw przekazanych przez sąd rejonowy
- rozpoznawanie w drugiej instancji środków odwoławczych od orzeczeń sądów rejonowych
- wyznaczanie sądu rejonowego do rozpoznania sprawy, gdy właściwy sąd nie może jej rozpoznać
- przyjmowanie i kontrola formalna środków zaskarżenia od własnych orzeczeń
- przyjmowanie odpowiedzi na skargę kasacyjną od własnych orzeczeń
- w niektórych wypadkach rozpoznawanie zażaleń na własne postanowienia
- orzekanie w przedmiocie wyłączenia sędziego sądu rejonowego
- udzielanie pomocy sądowej.

Właściwość funkcjonalna sądu apelacyjnego obejmuje między innymi:
- rozpoznawanie w drugiej instancji środków odwoławczych od orzeczeń sądów okręgowych
- wyznaczanie sądu okręgowego do rozpoznania sprawy, gdy właściwy sąd nie może jej rozpoznać
- przyjmowanie i kontrola formalna środków zaskarżenia od własnych orzeczeń
- przyjmowanie odpowiedzi na skargę kasacyjną od własnych orzeczeń
- orzekanie w przedmiocie wyłączenia sędziego sądu okręgowego.

Właściwość funkcjonalna Sądu Najwyższego obejmuje między innymi:
- rozpoznawanie zażaleń od postanowień i skarg kasacyjnych od wyroków sądu drugiej instancji
- rozpoznawanie skarg o stwierdzenie niezgodności z prawem prawomocnych orzeczeń
- rozstrzyganie zagadnień prawnych powstałych w toku orzekania przez sądy drugiej instancji i przez składy Sądu Najwyższego
- wyznaczanie sądu okręgowego lub apelacyjnego do rozpoznania sprawy jako sądu drugiej instancji, gdy właściwy sąd nie może jej rozpoznać
- wyznaczanie sądu właściwego do wytoczenia powództwa, jeżeli nie można w myśl przepisów kodeksu takiego sądu ustalić na podstawie okoliczności sprawy
- orzekanie w przedmiocie wyłączenia sędziego sądu okręgowego lub apelacyjnego jako sądu drugiej instancji.

## Właściwość organów wpostępowaniu karnymiw sprawach o wykroczenia
Sąd rejonowy orzeka w I instancji we wszystkich sprawach, z wyjątkiem spraw przekazanych ustawą do właściwości innego sądu (rozpoznaje ponadto środki odwoławcze w wypadkach wskazanych w ustawie).
Sąd okręgowy orzeka w pierwszej instancji w sprawach o następujące przestępstwa (art. 25 § 1 kpk):
- o zbrodnie
- o występki określone w rozdziałach XVI i XVII oraz w art. 140-142, art. 148 § 4, art. 149, art. 150 § 1, art. 151-154, art. 158 § 3, art. 163 § 3 i 4, art. 165 § 1, 3 i 4, art. 166 § 1, art. 173 § 3 i 4, art. 185 § 2, art. 189a § 2, art. 210 § 2, art. 211a, art. 252 § 3, art. 258 § 1-3, art. 265 § 1 i 2, art. 269, art. 278 § 1 i 2 w zw. z art. 294, art. 284 § 1 i 2 w zw. z art. 294, art. 286 § 1 w zw. z art. 294, art. 287 § 1 w zw. z art. 294, art. 296 § 3 oraz art. 299 Kodeksu karnego, a także określone w przepisach szczególnych.

Sąd apelacyjny, na wniosek sądu rejonowego, może przekazać do rozpoznania sądowi okręgowemu, jako sądowi pierwszej instancji, sprawę o każde przestępstwo, ze względu na szczególną wagę lub zawiłość sprawy. Taka sytuacja w literaturze prawniczej nazywana jest ruchomą właściwością rzeczową.
Miejscowo właściwy do rozpoznania sprawy jest sąd, w którego okręgu popełniono przestępstwo. Jeżeli przestępstwo popełniono na polskim statku wodnym lub powietrznym właściwy jest sąd macierzystego portu statku. Jeżeli przestępstwo popełniono w okręgu kilku sądów, właściwy jest ten sąd, w którego okręgu najpierw wszczęto postępowanie przygotowawcze.
Jeżeli nie można ustalić miejsca popełnienia przestępstwa, właściwy jest sąd, w którego okręgu:
- ujawniono przestępstwo
- ujęto oskarżonego
- oskarżony przed popełnieniem przestępstwa stale mieszkał lub czasowo przebywał – zależnie od tego, gdzie najpierw wszczęto postępowanie przygotowawcze.

Jeżeli nie można ustalić właściwości miejscowej sądu według powyższych zasad, sprawę rozpoznaje sąd właściwy dla dzielnicy Śródmieście miasta stołecznego Warszawy.
Jeżeli tę samą osobę oskarżono o kilka przestępstw, a sprawy należą do właściwości różnych sądów tego samego rzędu, właściwy jest sąd, w którego okręgu najpierw wszczęto postępowanie przygotowawcze. Jeżeli sprawy należą do właściwości sądów różnego rzędu, sprawę rozpoznaje sąd wyższego rzędu.
Sąd właściwy dla sprawców przestępstw jest również właściwy dla pomocników, podżegaczy oraz innych osób, których przestępstwo pozostaje w ścisłym związku z przestępstwem sprawcy, jeżeli postępowanie przeciwko nim toczy się jednocześnie. Sprawy te powinny był połączone we wspólnym postępowaniu Sąd może, jeżeli zachodzą okoliczności utrudniające łączne rozpoznanie spraw wyłączyć i odrębnie rozpoznać sprawę poszczególnych osób lub o poszczególne czyny.
Sąd bada z urzędu swą właściwość, a w razie stwierdzenia swej niewłaściwości przekazuje sprawę właściwemu sądowi lub innemu organowi. Jeżeli sąd na rozprawie głównej stwierdza, że nie jest właściwy miejscowo lub że właściwy jest sąd niższego rzędu, może przekazać sprawę innemu sądowi jedynie wtedy, gdy powstaje konieczność odroczenia rozprawy. Na postanowienie w kwestii właściwości przysługuje zażalenie.
Sąd wyższego rzędu nad sądem właściwym może przekazać sprawę innemu sądowi równorzędnemu, jeżeli większość osób, które należy wezwać na rozprawę, zamieszkuje blisko tego sądu, a z dala od sądu właściwego(tzw. przekazanie ze względu na ekonomikę).
Sąd Najwyższy może z inicjatywy właściwego sądu przekazać sprawę do rozpoznania innemu sądowi równorzędnemu, jeżeli wymaga tego dobro wymiaru sprawiedliwości.
Spór o właściwość między sądami rozstrzyga ostatecznie sąd wyższego rzędu właściwy ze względu na siedzibę sądu, który pierwszy wszczął spór. Spór o właściwość między sądem rejonowym a sądem okręgowym rozstrzyga sąd apelacyjny, a spór o właściwość między sądem apelacyjnym a innym sądem powszechnym – Sąd Najwyższy. W czasie trwania sporu każdy z tych sądów przedsiębierze czynności nie cierpiące zwłoki.
Jeżeli sąd wojskowy przekaże sprawę sądowi powszechnemu lub nie przyjmie sprawy przekazanej mu przez sąd powszechny, sprawę rozpoznaje sąd powszechny.
Sprawy o wykroczenia w pierwszej instancji rozpoznaje co do zasady sąd rejonowy. Orzekanie w sprawach wykroczeń popełnionych przez żołnierzy należy do wojskowego sądu garnizonowego. Do 2001 r. postępowanie wykroczeniowe w pierwszej instancji prowadziły kolegia do spraw wykroczeń, które były organami pozasądowymi.

## Właściwość sądu wpostępowaniu administracyjnosądowym
Sądy administracyjne sprawują kontrolę administracji publicznej, orzekając w sprawach skarg na:
- decyzje administracyjne
- postanowienia wydane w postępowaniu administracyjnym, na które służy zażalenie albo kończące postępowanie, a także na postanowienia rozstrzygające sprawę co do istoty
- postanowienia wydane w postępowaniu egzekucyjnym i zabezpieczającym, na które służy zażalenie[3]
- inne akty lub czynności z zakresu administracji publicznej dotyczące uprawnień lub obowiązków wynikających z przepisów prawa, z wyłączeniem aktów lub czynności podjętych w ramach postępowania administracyjnego określonego w Kodeksie postępowania administracyjnego, postępowań określonych w działach IV, V i VI Ordynacji podatkowej, postępowań, o których mowa w dziale V w rozdziale 1 ustawy z dnia 16 listopada 2016 r. o Krajowej Administracji Skarbowej (Dz.U. z 2025 r. poz. 1131), oraz postępowań, do których mają zastosowanie przepisy powołanych ustaw (np. niektóre czynności materialno-techniczne[4])
- pisemne interpretacje przepisów prawa podatkowego wydawane w indywidualnych sprawach, opinie zabezpieczające i odmowy wydania opinii zabezpieczających
- opinie, o których mowa w art. 119zzl § 1 Ordynacji podatkowej, i odmowy wydania tych opinii
- akty prawa miejscowego organów jednostek samorządu terytorialnego i terenowych organów administracji rządowej
- akty organów jednostek samorządu terytorialnego i ich związków, inne niż określone wyżej, podejmowane w sprawach z zakresu administracji publicznej
- akty nadzoru nad działalnością organów jednostek samorządu terytorialnego
- bezczynność lub przewlekłe prowadzenie postępowania, lub przewlekłe prowadzenie postępowania dotyczących pisemnych interpretacji przepisów prawa podatkowego wydawanych w indywidualnych sprawach, opinii zabezpieczających i odmowy wydania opinii zabezpieczających
- bezczynność lub przewlekłe prowadzenie postępowania w sprawach dotyczących innych niż wyżej wymienione aktów lub czynności z zakresu administracji publicznej dotyczących uprawnień lub obowiązków wynikających z przepisów prawa podjętych w ramach postępowania administracyjnego określonego w Kodeksie postępowania administracyjnego oraz postępowań określonych w działach IV, V i VI Ordynacji podatkowej oraz postępowań, do których mają zastosowanie przepisy powołanych ustaw.

Ponadto sądy administracyjne są właściwe w sprawach sporów o właściwość między organami jednostek samorządu terytorialnego i między samorządowymi kolegiami odwoławczymi oraz sporów kompetencyjnych między organami tych jednostek a organami administracji rządowej.
Właściwość rzeczowa wojewódzkich sądów administracyjnych obejmuje wszystkie sprawy administracyjnosądowe z wyjątkiem spraw, w których właściwy jest Naczelny Sąd Administracyjny.
Do rozpoznania sprawy właściwy jest wojewódzki sąd administracyjny, na którego obszarze właściwości ma siedzibę organ administracji publicznej, którego działalność została zaskarżona.
Właściwość rzeczowa Naczelnego Sądu Administracyjnego obejmuje:
- rozpoznawanie środków odwoławczych od orzeczeń wojewódzkich sądów administracyjnych
- podejmowanie uchwał mających na celu wyjaśnienie przepisów prawnych, których stosowanie wywołało rozbieżności w orzecznictwie sądów administracyjnych
- podejmowanie uchwał zawierających rozstrzygnięcie zagadnień prawnych budzących poważne wątpliwości w konkretnej sprawie administracyjnosądowej
- rozstrzyganie sporów o właściwość między organami jednostek samorządu terytorialnego i między samorządowymi kolegiami odwoławczymi oraz sporów kompetencyjnych między organami tych jednostek a organami administracji rządowej
- rozpoznawanie innych spraw na mocy odrębnych ustaw.